# US Open de 2024 - Dia a dia
Estes foram os jogos realizados nas quadras mais importantes a partir do primeiro dia das chaves principais.
Células em lavanda indicam sessão noturna.

## Dia 1 (26 de agosto)
- Cabeças de chave eliminados:
  - Simples masculino:  Holger Rune [15],  Alexander Bublik [27]
  - Simples feminino:  Maria Sakkari [9],  Dayana Yastremska [32]

Ordem dos jogos:
| Arthur Ashe Stadium                      | Arthur Ashe Stadium    | Arthur Ashe Stadium      | Arthur Ashe Stadium |
| Evento                                   | Vencedor(a)/(es/as)    | Derrotado(a)/(os/as)     | Resultado           |
| ---------------------------------------- | ---------------------- | ------------------------ | ------------------- |
| Simples feminino – 1ª fase               | Ben Shelton [13]       | Dominic Thiem [WC]       | 6–4, 6–2, 6–2       |
| Simples masculino – 1ª fase              | Coco Gauff [3]         | Varvara Gracheva         | 6–2, 6–0            |
| Cerimônia de abertura do US Open de 2024 |                        |                          |                     |
| Simples feminino – 1ª fase               | Clara Burel            | Sloane Stephens          | 0–6, 7–5, 7–5       |
| Simples masculino – 1ª fase              | Novak Djokovic [2]     | Radu Albot [Q]           | 6–2, 6–2, 6–4       |
| Louis Armstrong Stadium                  |                        |                          |                     |
| Evento                                   | Vencedor(a)/(es/as)    | Derrotado(a)/(os/as)     | Resultado           |
| Simples feminino – 1ª fase               | Zheng Qinwen [7]       | Amanda Anisimova [WC]    | 4–6, 6–4, 6–2       |
| Simples masculino – 1ª fase              | Taylor Fritz [12]      | Camilo Uogo Carabelli    | 7–5, 6–1, 6–2       |
| Simples feminino – 1ª fase               | Madison Keys [14]      | Kateřina Siniaková       | 6–4, 6–1            |
| Simples masculino – 1ª fase              | Frances Tiafoe [20]    | Aleksandar Kovacevic     | 6–4, 6–3, 4–6, 7–5  |
| Simples feminino – 1ª fase               | Aryna Sabalenka [2]    | Priscilla Hon [Q]        | 6–3, 6–3            |
| Grandstand                               |                        |                          |                     |
| Evento                                   | Vencedor(a)/(es/as)    | Derrotado(a)/(os/as)     | Resultado           |
| Simples masculino – 1ª fase              | Alexander Zverev [4]   | Maximilian Marterer [LL] | 6–2, 56–7, 6–3, 6–2 |
| Simples feminino – 1ª fase               | Paula Badosa [26]      | Viktorija Golubic        | 6–0, 6–3            |
| Simples masculino – 1ª fase              | Gaël Monfils           | Diego Schwartzman [Q]    | 26–7, 6–2, 6–2, 6–1 |
| Simples feminino – 1ª fase               | Victoria Azarenka [20] | Yuliia Starodubtseva [Q] | 3–6, 6–1, 6–1       |

## Dia 2 (27 de agosto)
- Cabeças de chave eliminados:
  - Simples masculino:  Stefanos Tsitsipas [11],  Félix Auger-Aliassime [19],  Alejandro Tabilo [22],  Karen Khachanov [23],  Nicolás Jarry [26]
  - Simples feminino:  Jeļena Ostapenko [10],  Danielle Collins [11],  Leylah Fernandez [23],  Caroline Garcia [28]

Ordem dos jogos:
| Arthur Ashe Stadium         | Arthur Ashe Stadium  | Arthur Ashe Stadium     | Arthur Ashe Stadium |
| Evento                      | Vencedor(a)/(es/as)  | Derrotado(a)/(os/as)    | Resultado           |
| --------------------------- | -------------------- | ----------------------- | ------------------- |
| Simples feminino – 1ª fase  | Iga Świątek [1]      | Kamilla Rakhimova [LL]  | 6–4, 7–66           |
| Simples masculino – 1ª fase | Jannik Sinner [1]    | Mackenzie McDonald      | 2–6, 6–2, 6–1, 6–2  |
| Simples masculino – 1ª fase | Carlos Alcaraz [3]   | Li Tu [Q]               | 6–2, 4–6, 6–3, 6–1  |
| Simples feminino – 1ª fase  | Jessica Pegula [6]   | Shelby Rogers [PR]      | 6–4, 6–3            |
| Louis Armstrong Stadium     |                      |                         |                     |
| Evento                      | Vencedor(a)/(es/as)  | Derrotado(a)/(os/as)    | Resultado           |
| Simples feminino – 1ª fase  | Caroline Dolehide    | Danielle Collins [11]   | 1–6, 7–5, 6–4       |
| Simples feminino – 1ª fase  | Naomi Osaka [WC]     | Jeļena Ostapenko [10]   | 6–3, 6–2            |
| Simples masculino – 1ª fase | Daniil Medvedev [5]  | Dušan Lajović           | 6–3, 3–6, 6–3, 6–1  |
| Simples feminino – 1ª fase  | Jasmine Paolini [5]  | Bianca Andreescu [WC]   | 56–7, 6–2, 6–4      |
| Simples masculino – 1ª fase | Tommy Paul [14]      | Lorenzo Sonego          | 6–4, 6–2, 5–7, 6–2  |
| Grandstand                  |                      |                         |                     |
| Evento                      | Vencedor(a)/(es/as)  | Derrotado(a)/(os/as)    | Resultado           |
| Simples masculino – 1ª fase | Thanasi Kokkinakis   | Stefanos Tsitsipas [11] | 7–65, 3–6, 6–3, 7–5 |
| Simples feminino – 1ª fase  | Elena Rybakina [4]   | Destanee Aiava [Q]      | 6–1, 7–61           |
| Simples masculino – 1ª fase | Sebastian Korda [16] | Corentin Moutet         | 7–63, 6–1, 6–0      |
| Simples feminino – 1ª fase  | Sofia Kenin          | Emma Raducanu           | 6–1, 3–6, 6–4       |

## Dia 3 (28 de agosto)
- Cabeças de chave eliminados:
  - Simples masculino:  Ugo Humbert [17],  Sebastián Báez [21],  Francisco Cerúndolo [29]
  - Simples feminino:  Barbora Krejčíková [8],  Daria Kasatkina [12]
  - Duplas masculinas:  Santiago González /  Édouard Roger-Vasselin [9]
  - Duplas femininas:  Cristina Bucșa /  Xu Yifan [14],  Ulrikke Eikeri /  Ingrid Neel [15]

Ordem dos jogos:
| Arthur Ashe Stadium         | Arthur Ashe Stadium                        | Arthur Ashe Stadium                  | Arthur Ashe Stadium |
| Evento                      | Vencedor(a)/(es/as)                        | Derrotado(a)/(os/as)                 | Resultado           |
| --------------------------- | ------------------------------------------ | ------------------------------------ | ------------------- |
| Simples feminino – 2ª fase  | Madison Keys [14]                          | Maya Joint [Q]                       | 6–4, 6–0            |
| Simples masculino – 2ª fase | Frances Tiafoe [20]                        | Alexander Shevchenko                 | 6–4, 6–1, 1–0, ab.  |
| Duplas femininas – 1ª fase  | Lyudmyla Kichenok [7] Jeļena Ostapenko [7] | Jessie Aney [WC] Jessica Failla [WC] | 6–3, 6–3            |
| Simples feminino – 2ª fase  | Coco Gauff [3]                             | Tatjana Maria                        | 6–4, 6–0            |
| Simples masculino – 2ª fase | Novak Djokovic [2]                         | Laslo Djere                          | 6–4, 6–4, 2–0, ab.  |
| Louis Armstrong Stadium     |                                            |                                      |                     |
| Evento                      | Vencedor(a)/(es/as)                        | Derrotado(a)/(os/as)                 | Resultado           |
| Simples feminino – 2ª fase  | Paula Badosa [26]                          | Taylor Townsend                      | 6–3, 7–5            |
| Simples masculino – 2ª fase | Alexander Zverev [4]                       | Alexandre Müller [WC]                | 6–4, 7–65, 6–1      |
| Simples feminino – 2ª fase  | Aryna Sabalenka [2]                        | Lucia Bronzetti                      | 6–3, 6–1            |
| Simples feminino – 2ª fase  | Victoria Azarenka [20]                     | Clara Burel                          | 6–1, 6–4            |
| Simples masculino – 2ª fase | Taylor Fritz [12]                          | Matteo Berrettini                    | 6–3, 7–61, 6–1      |
| Grandstand                  |                                            |                                      |                     |
| Evento                      | Vencedor(a)/(es/as)                        | Derrotado(a)/(os/as)                 | Resultado           |
| Simples feminino – 2ª fase  | Elena-Gabriela Ruse [Q]                    | Barbora Krejčíková [8]               | 6–4, 7–5            |
| Simples feminino – 2ª fase  | Zheng Qinwen [7]                           | Erika Andreeva                       | 36–7, 6–1, 6–2      |
| Simples masculino – 2ª fase | Ben Shelton [13]                           | Roberto Bautista Agut                | 6–3, 6–4, 6–4       |
| Simples masculino – 2ª fase | Casper Ruud [8]                            | Gaël Monfils                         | 6–4, 6–2, 2–6, 7–63 |

## Dia 4 (29 de agosto)
- Cabeças de chave eliminados:
  - Simples masculino:  Carlos Alcaraz [3],  Hubert Hurkacz [7],  Sebastian Korda [16],  Arthur Fils [24]
  - Simples feminino:  Elena Rybakina [4],  Mirra Andreeva [21],  Katie Boulter [31]
  - Duplas femininas:  Hsieh Su-wei /  Elise Mertens [2]
  - Duplas mistas:  Erin Routliffe /  Michael Venus [2],  Desirae Krawczyk /  Neal Skupski [5],  Nicole Melichar-Martinez /  Ivan Dodig [6]

Ordem dos jogos:
| Arthur Ashe Stadium         | Arthur Ashe Stadium                       | Arthur Ashe Stadium                          | Arthur Ashe Stadium |
| Evento                      | Vencedor(a)/(es/as)                       | Derrotado(a)/(os/as)                         | Resultado           |
| --------------------------- | ----------------------------------------- | -------------------------------------------- | ------------------- |
| Simples masculino – 2ª fase | Jannik Sinner [1]                         | Alex Michelsen                               | 6–4, 6–0, 6–2       |
| Simples feminino – 2ª fase  | Iga Świątek [1]                           | Ena Shibahara [Q]                            | 6–0, 6–1            |
| Simples feminino – 2ª fase  | Gabriela Dabrowski [1] Erin Routliffe [1] | Leylah Fernandez Yulia Putintseva            | 6–4, 6–2            |
| Simples feminino – 2ª fase  | Karolína Muchová                          | Naomi Osaka [WC]                             | 6–3, 7–65           |
| Simples masculino – 2ª fase | Botic van de Zandschulp                   | Carlos Alcaraz [3]                           | 6–1, 7–5, 6–4       |
| Louis Armstrong Stadium     |                                           |                                              |                     |
| Evento                      | Vencedor(a)/(es/as)                       | Derrotado(a)/(os/as)                         | Resultado           |
| Simples masculino – 2ª fase | Tomáš Macháč                              | Sebastian Korda [16]                         | 6–4, 6–2, 6–4       |
| Simples feminino – 2ª fase  | Jasmine Paolini [5]                       | Karolína Plíšková                            | 0–0, ab.            |
| Simples feminino – 2ª fase  | Jessica Pegula [6]                        | Sofia Kenin                                  | 7–64, 6–3           |
| Simples masculino – 2ª fase | Daniil Medvedev [5]                       | Fábián Marozsán                              | 6–3, 6–2, 7–65      |
| Simples feminino – 2ª fase  | Caroline Wozniacki                        | Renata Zarazúa                               | 6–3, 6–3            |
| Grandstand                  |                                           |                                              |                     |
| Evento                      | Vencedor(a)/(es/as)                       | Derrotado(a)/(os/as)                         | Resultado           |
| Simples feminino – 2ª fase  | Putitseva [30]                            | Wang Xinyu                                   | 6–1, 7–64           |
| Simples feminino – 2ª fase  | Ashlyn Krueger                            | Mirra Andreeva [21]                          | 6–1, 6–4            |
| Simples masculino – 2ª fase | Alex de Minaur [10]                       | Otto Virtanen [Q]                            | 7–5, 6–1, 7–63      |
| Simples masculino – 2ª fase | Tommy Paul [14]                           | Max Purcell                                  | 7–5, 6–0, 1–0, ab.  |
| Duplas masculinas – 1ª fase | Rajeev Ram [3] Joe Salisbury [3]          | Luciano Darderi [Alt] Fernando Romboli [Alt] | 116–7, 6–1, 7–5     |

## Dia 5 (30 de agosto)
- Cabeças de chave eliminados:
  - Simples masculino:  Novak Djokovic [2],  Ben Shelton [13],  Lorenzo Musetti [18],  Jiří Lehečka [32]
  - Simples feminino:  Madison Keys [14],  Marta Kostyuk [19],  Victoria Azarenka [20],  Elina Svitolina [27],  Ekaterina Alexandrova [29]
  - Duplas masculinas:  Hugo Nys /  Jan Zieliński [12],  Austin Krajicek /  Jean-Julien Rojer [15]
  - Duplas femininas:  Sara Errani /  Jasmine Paolini [6]
  - Duplas mistas:  Gabriela Dabrowski /  Joe Salisbury [1]

Ordem dos jogos:
| Arthur Ashe Stadium         | Arthur Ashe Stadium  | Arthur Ashe Stadium        | Arthur Ashe Stadium      |
| Evento                      | Vencedor(a)/(es/as)  | Derrotado(a)/(os/as)       | Resultado                |
| --------------------------- | -------------------- | -------------------------- | ------------------------ |
| Simples feminino – 3ª fase  | Coco Gauff [3]       | Elina Svitolina [27]       | 3–6, 6–3, 6–3            |
| Simples masculino – 3ª fase | Frances Tiafoe [20]  | Ben Shelton [13]           | 4–6, 7–5, 56–7, 6–4, 6–3 |
| Simples masculino – 3ª fase | Alexei Popyrin [28]  | Novak Djokovic [2]         | 6–4, 6–4, 2–6, 6–4       |
| Simples feminino – 3ª fase  | Aryna Sabalenka [2]  | Ekaterina Alexandrova [29] | 2–6, 6–1, 6–2            |
| Louis Armstrong Stadium     |                      |                            |                          |
| Evento                      | Vencedor(a)/(es/as)  | Derrotado(a)/(os/as)       | Resultado                |
| Simples feminino – 3ª fase  | Paula Badosa [26]    | Elena-Gabriela Ruse [Q]    | 4–6, 6–1, 7–6(10–8)      |
| Simples feminino – 3ª fase  | Emma Navarro [13]    | Marta Kostyuk [19]         | 6–4, 4–6, 6–3            |
| Simples masculino – 3ª fase | Taylor Fritz [12]    | Francisco Comesaña         | 6–3, 6–4, 6–2            |
| Simples feminino – 3ª fase  | Elise Mertens [33]   | Madison Keys [14]          | 56–7, 7–5, 6–4           |
| Simples masculino – 3ª fase | Alexander Zverev [4] | Tomás Martín Etcheverry    | 5–7, 7–5, 6–1, 6–3       |
| Grandstand                  |                      |                            |                          |
| Evento                      | Vencedor(a)/(es/as)  | Derrotado(a)/(os/as)       | Resultado                |
| Simples feminino – 3ª fase  | Zheng Qinwen [7]     | Jule Niemeier              | 6–2, 6–1                 |
| Simples feminino – 3ª fase  | Wang Yafan           | Victoria Azarenka [20]     | 6–4, 3–6, 6–1            |
| Simples masculino – 3ª fase | Andrey Rublev [6]    | Jiří Lehečka [32]          | 6–3, 7–5, 6–4            |
| Simples masculino – 3ª fase | Casper Ruud [8]      | Shang Juncheng             | 16–7, 3–6, 6–0, 6–3, 6–1 |

## Dia 6 (31 de agosto)
- Cabeças de chave eliminados:
  - Simples masculino:  Matteo Arnaldi [30],  Flavio Cobolli [31]
  - Simples feminino:  Anna Kalinskaya [15],  Anastasia Pavlyuchenkova [25],  Yulia Putintseva [30]
  - Duplas femininas:  Caroline Dolehide /  Desirae Krawczyk [4],  Giuliana Olmos /  Alexandra Panova [13],  Ena Shibahara /  Aldila Sutjiadi [16]

Ordem dos jogos:
| Arthur Ashe Stadium         | Arthur Ashe Stadium      | Arthur Ashe Stadium           | Arthur Ashe Stadium  |
| Evento                      | Vencedor(a)/(es/as)      | Derrotado(a)/(os/as)          | Resultado            |
| --------------------------- | ------------------------ | ----------------------------- | -------------------- |
| Simples feminino – 3ª fase  | Jessica Pegula [6]       | Jéssica Bouzas Maneiro        | 6–3, 6–3             |
| Simples masculino – 3ª fase | Jannik Sinner [1]        | Christopher O'Connell         | 6–1, 6–4, 6–2        |
| Simples feminino – 3ª fase  | Iga Świątek [1]          | Anastasia Pavlyuchenkova [25] | 6–4, 6–2             |
| Simples masculino – 3ª fase | Daniil Medvedev [5]      | Flavio Cobolli [31]           | 6–3, 6–4, 6–3        |
| Louis Armstrong Stadium     |                          |                               |                      |
| Evento                      | Vencedor(a)/(es/as)      | Derrotado(a)/(os/as)          | Resultado            |
| Simples feminino – 3ª fase  | Jasmine Paolini [5]      | Yulia Putintseva [30]         | 6–3, 6–4             |
| Simples feminino – 3ª fase  | Diana Shnaider [18]      | Sara Errani                   | 6–2, 6–2             |
| Simples masculino – 3ª fase | Tommy Paul [14]          | Gabriel Diallo [Q]            | 56–7, 6–3, 6–1, 7–63 |
| Simples feminino – 3ª fase  | Alex de Minaur [10]      | Daniel Evans                  | 6–3, 46–7, 6–0, 6–0  |
| Simples masculino – 3ª fase | Beatriz Haddad Maia [22] | Anna Kalinskaya [15]          | 6–3, 6–1             |
| Grandstand                  |                          |                               |                      |
| Evento                      | Vencedor(a)/(es/as)      | Derrotado(a)/(os/as)          | Resultado            |
| Simples feminino – 3ª fase  | Karolína Muchová         | Anastasia Potapova            | 6–4, 6–2             |
| Simples masculino – 3ª fase | Jack Draper [25]         | Botic van de Zandschulp       | 6–3, 6–4, 6–2        |
| Simples feminino – 3ª fase  | Caroline Wozniacki       | Jessika Ponchet [Q]           | 6–3, 6–2             |
| Simples masculino – 3ª fase | Jordan Thompson          | Matteo Arnaldi [30]           | 7–5, 6–2, 7–65       |

## Dia 7 (1º de setembro)
- Cabeças de chave eliminados:
  - Simples masculino:  Andrey Rublev [6],  Casper Ruud [8],  Alexei Popyrin [28]
  - Simples feminino:  Coco Gauff [3],  Donna Vekić [24],  Elise Mertens [33]
  - Duplas masculinas:  Rohan Bopanna /  Matthew Ebden [2],  Simone Bolelli /  Andrea Vavassori [5]
  - Duplas femininas:  Beatriz Haddad Maia /  Laura Siegemund [12]

Ordem dos jogos:
| Arthur Ashe Stadium         | Arthur Ashe Stadium                        | Arthur Ashe Stadium                           | Arthur Ashe Stadium      |
| Evento                      | Vencedor(a)/(es/as)                        | Derrotado(a)/(os/as)                          | Resultado                |
| --------------------------- | ------------------------------------------ | --------------------------------------------- | ------------------------ |
| Simples masculino – 4ª fase | Grigor Dimitrov [9]                        | Andrey Rublev [6]                             | 6–3, 7–63, 1–6, 3–6, 6–3 |
| Simples feminino – 4ª fase  | Emma Navarro [13]                          | Coco Gauff [3]                                | 6–3, 4–6, 6–3            |
| Simples masculino – 4ª fase | Frances Tiafoe [20]                        | Alexei Popyrin [28]                           | 6–4, 7–63, 2–6, 6–3      |
| Simples feminino – 4ª fase  | Zheng Qinwen [7]                           | Donna Vekić [24]                              | 7–62, 4–6, 6–2           |
| Louis Armstrong Stadium     |                                            |                                               |                          |
| Evento                      | Vencedor(a)/(es/as)                        | Derrotado(a)/(os/as)                          | Resultado                |
| Simples feminino – 4ª fase  | Paula Badosa [26]                          | Wang Yafan                                    | 6–1, 6–2                 |
| Simples masculino – 4ª fase | Taylor Fritz [12]                          | Casper Ruud [8]                               | 3–6, 6–4, 6–3, 6–2       |
| Simples masculino – 4ª fase | Alexander Zverev [4]                       | Brandon Nakashima                             | 3–6, 6–1, 6–2, 6–2       |
| Simples feminino – 4ª fase  | Aryna Sabalenka [2]                        | Elise Mertens [33]                            | 6–2, 6–4                 |
| Grandstand                  |                                            |                                               |                          |
| Evento                      | Vencedor(a)/(es/as)                        | Derrotado(a)/(os/as)                          | Resultado                |
| Duplas masculinas – 3ª fase | Marcel Granollers [1] Horacio Zeballos [1] | Yuki Bhambri Albano Olivetti                  | 6–2, 6–2                 |
| Duplas femininas – 3ª fase  | Kristina Mladenovic Zhang Shuai            | Mirra Andreeva Anastasia Pavlyuchenkova       | 6–2, 6–4                 |
| Duplas masculinas – 3ª fase | Max Purcell [7] Jordan Thompson [7]        | Nuno Borges Francisco Cabral                  | 7–63, 6–3                |
| Duplas mistas – 2ª fase     | Ellen Perez Sander Gillé                   | Ashlyn Krueger [WC] Thai-Son Kwiatkowski [WC] | 6–4, 46–7, [10–3]        |

## Dia 8 (2 de setembro)
- Cabeças de chave eliminados:
  - Simples masculino:  Tommy Paul [14]
  - Simples feminino:  Jasmine Paolini [5],  Liudmila Samsonova [16],  Diana Shnaider [18]
  - Duplas masculinas:  Rajeev Ram /  Joe Salisbury [3],  Harri Heliövaara /  Henry Patten [6],  Ivan Dodig /  Adam Pavlásek [14]
  - Duplas femininas:  Sofia Kenin /  Bethanie Mattek-Sands [9],  Marie Bouzková /  Sara Sorribes Tormo [11]
  - Duplas mistas:  Barbora Krejčíková /  Matthew Ebden [4],  Hsieh Su-wei /  Jan Zieliński [7]

Ordem dos jogos:
| Arthur Ashe Stadium              | Arthur Ashe Stadium                         | Arthur Ashe Stadium                       | Arthur Ashe Stadium |
| Evento                           | Vencedor(a)/(es/as)                         | Derrotado(a)/(os/as)                      | Resultado           |
| -------------------------------- | ------------------------------------------- | ----------------------------------------- | ------------------- |
| Simples feminino – 4ª fase       | Jessica Pegula [6]                          | Diana Shnaider [18]                       | 6–4, 6–2            |
| Simples masculino – 4ª fase      | Daniil Medvedev [5]                         | Nuno Borges                               | 6–0, 6–1, 6–3       |
| Simples feminino – 4ª fase       | Iga Świątek [1]                             | Liudmila Samsonova [16]                   | 6–4, 6–1            |
| Simples masculino – 4ª fase      | Jannik Sinner [1]                           | Tommy Paul [14]                           | 7–63, 7–65, 6–1     |
| Louis Armstrong Stadium          |                                             |                                           |                     |
| Evento                           | Vencedor(a)/(es/as)                         | Derrotado(a)/(os/as)                      | Resultado           |
| Simples feminino – 4ª fase       | Karolína Muchová                            | Jasmine Paolini [5]                       | 6–3, 6–3            |
| Simples masculino – 4ª fase      | Jack Draper [25]                            | Tomáš Macháč                              | 6–3, 6–1, 6–2       |
| Simples feminino – 4ª fase       | Beatriz Haddad Maia [22]                    | Caroline Wozniacki                        | 6–2, 3–6, 6–3       |
| Simples masculino – 4ª fase      | Alex de Minaur [10]                         | Jordan Thompson                           | 6–0, 3–6, 6–3, 7–5  |
| Grandstand                       |                                             |                                           |                     |
| Evento                           | Vencedor(a)/(es/as)                         | Derrotado(a)/(os/as)                      | Resultado           |
| Duplas masculinas – 3ª fase      | Marcelo Arévalo [4] Mate Pavić [4]          | Ivan Dodig [14] Adam Pavlásek [14]        | 7–5, 7–64           |
| Duplas masculinas – 3ª fase      | Nathaniel Lammons [13] Jackson Withrow [13] | Rajeev Ram [3] Joe Salisbury [3]          | 7–63, 6–3           |
| Duplas femininas – 3ª fase       | Demi Schuurs [8] Luisa Stefani [8]          | Sofia Kenin [9] Bethanie Mattek-Sands [9] | 6–4, 6–3            |
| Duplas mistas – Quartas de final | Taylor Townsend [WC] Donald Young [WC]      | Anna Danilina Harri Heliövaara            | 36–7, 6–3, [10–8]   |

## Dia 9 (3 de setembro)
- Cabeças de chave eliminados:
  - Simples masculino:  Alexander Zverev [4],  Grigor Dimitrov [9]
  - Simples feminino:  Zheng Qinwen [7],  Paula Badosa [26]
  - Duplas masculinas:  Marcel Granollers /  Horacio Zeballos [1],  Neal Skupski /  Michael Venus [8],  Wesley Koolhof /  Nikola Mektić [11],  Máximo González /  Andrés Molteni [16]
  - Duplas femininas:  Gabriela Dabrowski /  Erin Routliffe [1],  Nicole Melichar-Martinez /  Ellen Perez [5],  Demi Schuurs /  Luisa Stefani [8]
  - Duplas mistas:  Aldila Sutjiadi /  Rohan Bopanna [8]

Ordem dos jogos:
| Arthur Ashe Stadium                  | Arthur Ashe Stadium                           | Arthur Ashe Stadium                                | Arthur Ashe Stadium      |
| Evento                               | Vencedor(a)/(es/as)                           | Derrotado(a)/(os/as)                               | Resultado                |
| ------------------------------------ | --------------------------------------------- | -------------------------------------------------- | ------------------------ |
| Simples feminino – Quartas de final  | Emma Navarro [14]                             | Paula Badosa [26]                                  | 6–2, 7–5                 |
| Simples masculino – Quartas de final | Taylor Fritz [12]                             | Alexander Zverev [4]                               | 7–62, 3–6, 6–4, 7–63     |
| Simples feminino – Quartas de final  | Aryna Sabalenka [2]                           | Zheng Qinwen [7]                                   | 6–1, 6–2                 |
| Simples masculino – Quartas de final | Frances Tiafoe [20]                           | Grigor Dimitrov [9]                                | 6–3, 56–7, 6–3, 4–1, ab. |
| Louis Armstrong Stadium              |                                               |                                                    |                          |
| Evento                               | Vencedor(a)/(es/as)                           | Derrotado(a)/(os/as)                               | Resultado                |
| Duplas femininas – Quartas de final  | Kristina Mladenovic Zhang Shuai               | Nicole Melichar-Martinez [5] Ellen Perez [5]       | 7–62, 6–4                |
| Duplas femininas – Quartas de final  | Kateřina Siniaková [3] Zhang Shuai [3]        | Demi Schuurs [8] Luisa Stefani [8]                 | 6–2, 6–3                 |
| Duplas masculinas – Quartas de final | Max Purcell [7] Jordan Thompson [7]           | Marcel Granollers [1] Horacio Zeballos [1]         | 7–64, 6–4                |
| Duplas masculinas – Quartas de final | Nathaniel Lammons [13] Jackson Withrow [13]   | Wesley Koolhof [11] Nikola Mektić [11]             | 6–1, 56–7, 6–4           |
| Duplas mistas – Semifinais           | Taylor Townsend [WC] Donald Young [WC]        | Aldila Sutjiadi [8] Rohan Bopanna [8]              | 6–3, 6–4                 |
| Grandstand                           |                                               |                                                    |                          |
| Evento                               | Vencedor(a)/(es/as)                           | Derrotado(a)/(os/as)                               | Resultado                |
| Duplas masculinas – Quartas de final | Kevin Krawietz [10] Tim Pütz [10]             | Máximo González [16] Andrés Molteni [16]           | 116–7, 6–4, 6–1          |
| Duplas femininas – Quartas de final  | Lyudmyla Kichenok [7] Jeļena Ostapenko [7]    | Anna Danilina Irina Khromacheva                    | 7–62, 6–4                |
| Duplas femininas – Quartas de final  | Chan Hao-ching [10] Veronika Kudermetova [10] | Gabriela Dabrowski [1] Erin Routliffe [1]          | 4–6, 7–5, 6–3            |
| Duplas mistas – Semifinais           | Sara Errani [3] Andrea Vavassori [3]          | Tyra Caterina Grant [WC] Aleksandar Kovacevic [WC] | 6–3, 7–5                 |
| Duplas masculinas – Quartas de final | Marcelo Arévalo [4] Mate Pavić [4]            | Neal Skupski [8] Michael Venus [8]                 | 7–61, 6–1                |

## Dia 10 (4 de setembro)
- Cabeças de chave eliminados:
  - Simples masculino:  Daniil Medvedev [5],  Alex de Minaur [10]
  - Simples feminino:  Iga Świątek [1],  Beatriz Haddad Maia [22]
  - Duplas femininas:  Kateřina Siniaková /  Taylor Townsend [3],  Chan Hao-ching /  Veronika Kudermetova [10]

Ordem dos jogos:
| Arthur Ashe Stadium                  | Arthur Ashe Stadium                        | Arthur Ashe Stadium                           | Arthur Ashe Stadium |
| Evento                               | Vencedor(a)/(es/as)                        | Derrotado(a)/(os/as)                          | Resultado           |
| ------------------------------------ | ------------------------------------------ | --------------------------------------------- | ------------------- |
| Simples feminino – Quartas de final  | Karolína Muchová                           | Beatriz Haddad Maia [22]                      | 6–1, 6–4            |
| Simples masculino – Quartas de final | Jack Draper [25]                           | Alex de Minaur [10]                           | 6–3, 7–5, 6–2       |
| Simples feminino – Quartas de final  | Jessica Pegula [6]                         | Iga Świątek [1]                               | 6–2, 6–4            |
| Simples masculino – Quartas de final | Jannik Sinner [1]                          | Daniil Medvedev [5]                           | 6–2, 1–6, 6–1, 6–4  |
| Louis Armstrong Stadium              |                                            |                                               |                     |
| Evento                               | Vencedor(a)/(es/as)                        | Derrotado(a)/(os/as)                          | Resultado           |
| Simples feminino juvenil – 3ª fase   | Iva Jovic [3]                              | Sonja Zhiyenbayeva [14]                       | 6–1, 6–2            |
| Simples masculino juvenil – 3ª fase  | Kaylan Bigun [2]                           | Matthew Forbes [WC]                           | 6–2, 6–4            |
| Duplas femininas – Semifinais        | Lyudmyla Kichenok [7] Jeļena Ostapenko [7] | Chan Hao-ching [10] Veronika Kudermetova [10] | 6–1, 6–2            |
| Duplas femininas – Semifinais        | Kristina Mladenovic Zhang Shuai            | Kateřina Siniaková [3] Taylor Townsend [3]    | 7–5, 4–6, 6–3       |

## Dia 11 (5 de setembro)
- Cabeças de chave eliminados:
  - Simples masculino:  Emma Navarro [13]
  - Duplas masculinas:  Marcelo Arévalo /  Mate Pavić [4],  Nathaniel Lammons /  Jackson Withrow [13]

Ordem dos jogos:
| Arthur Ashe Stadium                          | Arthur Ashe Stadium                      | Arthur Ashe Stadium                         | Arthur Ashe Stadium |
| Evento                                       | Vencedor(a)/(es/as)                      | Derrotado(a)/(os/as)                        | Resultado           |
| -------------------------------------------- | ---------------------------------------- | ------------------------------------------- | ------------------- |
| Duplas mistas – Final                        | Sara Errani [3] Andrea Vavassori [3]     | Taylor Townsend [WC] Donald Young [WC]      | 7–60, 7–5           |
| Simples feminino – Semifinais                | Aryna Sabalenka [2]                      | Emma Navarro [13]                           | 6–,, 7–62           |
| Simples feminino – Semifinais                | Jessica Pegula [6]                       | Karolína Muchová                            | 1–6, 6–4, 6–2       |
| Louis Armstrong Stadium                      |                                          |                                             |                     |
| Evento                                       | Vencedor(a)/(es/as)                      | Derrotado(a)/(os/as)                        | Resultado           |
| Simples masculino juvenil – Quartas de final | Rafael Jódar [12]                        | Kaylan Bigun [2]                            | 6–3, 7–67, 7–5      |
| Simples feminino juvenil – Quartas de final  | Mingge Xu [8]                            | Tyra Caterina Grant [2]                     | 7–5, 5–7, 6–4       |
| Duplas masculinas – Semifinais               | Max Purcell [7] Jordan Thompson [7]      | Nathaniel Lammons [13] Jackson Withrow [13] | 6–4, 7–64           |
| Duplas masculinas – Semifinais               | Kevin Krawietz [10] Jordan Thompson [10] | Marcelo Arévalo [4] Mate Pavić [4]          | 6–3, 96–7, 6–4      |

## Dia 12 (6 de setembro)
- Cabeças de chave eliminados:
  - Simples masculino:  Frances Tiafoe [20],  Jack Draper [25]

Ordem dos jogos:
| Arthur Ashe Stadium            | Arthur Ashe Stadium                        | Arthur Ashe Stadium             | Arthur Ashe Stadium     |
| Evento                         | Vencedor(a)/(es/as)                        | Derrotado(a)/(os/as)            | Resultado               |
| ------------------------------ | ------------------------------------------ | ------------------------------- | ----------------------- |
| Duplas femininas – Final       | Lyudmyla Kichenok [7] Jeļena Ostapenko [7] | Kristina Mladenovic Zhang Shuai | 6–4, 6–3                |
| Simples masculino – Semifinais | Jannik Sinner [1]                          | Jack Draper [25]                | 7–5, 7–63, 6–2          |
| Simples masculino – Semifinais | Taylor Fritz [12]                          | Frances Tiafoe [20]             | 4–6, 7–5, 4–6, 6–4, 6–1 |

## Dia 13 (7 de setembro)
- Cabeças de chave eliminados:
  - Simples feminino:  Jessica Pegula [6]
  - Duplas masculinas:  Kevin Krawietz /  Tim Pütz [10]

Ordem dos jogos:
| Arthur Ashe Stadium       | Arthur Ashe Stadium                 | Arthur Ashe Stadium               | Arthur Ashe Stadium |
| Evento                    | Vencedor(a)/(es/as)                 | Derrotado(a)/(os/as)              | Resultado           |
| ------------------------- | ----------------------------------- | --------------------------------- | ------------------- |
| Duplas masculinas – Final | Max Purcell [7] Jordan Thompson [7] | Kevin Krawietz [10] Tim Pütz [10] | 6–4, 7–64           |
| Simples feminino – Final  | Aryna Sabalenka [2]                 | Jessica Pegula [6]                | 7–5, 7–5            |

## Dia 14 (8 de setembro)
- Cabeças de chave eliminados:
  - Simples masculino:  Taylor Fritz [12]

Ordem dos jogos:
| Arthur Ashe Stadium       | Arthur Ashe Stadium | Arthur Ashe Stadium  | Arthur Ashe Stadium |
| Evento                    | Vencedor(a)/(es/as) | Derrotado(a)/(os/as) | Resultado           |
| ------------------------- | ------------------- | -------------------- | ------------------- |
| Simples masculino – Final | Jannik Sinner [1]   | Taylor Fritz [12]    | 6–3, 6–4, 7–5       |